# Iphinoe marisrubrae
Iphinoe marisrubrae är en kräftdjursart som beskrevs av Muhlenhardt- Siegel 1996. Iphinoe marisrubrae ingår i släktet Iphinoe och familjen Bodotriidae. Inga underarter finns listade i Catalogue of Life.